# معتمدية وادي مليز
معتمدية وادي مليز إحدى معتمديات الجمهورية التونسية، تابعة لولاية جندوبة. سميت باسم وادي مليز

### مواضيع ذات علاقة
- ولاية جندوبة.